# Госпер, Билл
Ральф Ви́льям Го́спер-мла́дший (англ. Ralph William Gosper Jr., род. 26 апреля 1943 года), более известный как Билл Го́спер (англ. Bill Gosper) — американский математик и программист. Причисляется к основателям движения хакеров.

## Биография
В школе увлекался ракетомоделизмом, пока один из его друзей не пострадал в несчастном случае с ракетой и не получил смертельную инфекцию мозга.
В 1961 году поступил в Массачусетский технологический институт, где учился у Джона Маккарти и Марвина Минского. В 1965 году получил степень бакалавра.
Преподавал в Стэнфордском университете, работал на Xerox PARC, Wolfram Research, Ливерморскую национальную лабораторию, Macsyma Inc.

## Некоторые достижения
Билл Госпер заинтересовался игрой «Жизнь» вскоре после того, как она была изобретена Джоном Конвеем, и нашёл в ней различные примечательные конфигурации — в частности, построил первое ружьё (получив за это от Конвея обещанную награду в 50 долларов) и первый паровоз. В начале 1980-х разработал хеш-алгоритм Hashlife для быстрой и эффективной работы с игрой «Жизнь» и другими клеточными автоматами.
В 1973 году открыл и описал кривую Госпера.
С октября 1985 года по январь 1986 года удерживал мировой рекорд по вычислению числа пи: 17 526 200 десятичных знаков. (См. хронологию вычисления π).
Составил множество геометрических головоломок на упаковку.